# Lophopoeum humerosum
Lophopoeum humerosum är en skalbaggsart som beskrevs av Monné och Martins 1976. Lophopoeum humerosum ingår i släktet Lophopoeum och familjen långhorningar.
Artens utbredningsområde är:
- Costa Rica.
- Honduras.

Inga underarter finns listade i Catalogue of Life.